# Крюшон
Крюшо́н (фр. cruchon — «кувшинчик») — холодный десертный алкогольный напиток из виноградного вина, смешанного с коньяком, ликёром, шампанским, свежими или консервированными фруктами и ягодами. В некоторых рецептах крюшона также участвуют сидр, минеральная вода или иные газированные напитки. Как правило, крюшон называют по основным фруктовым компонентам: клубничный, яблочный, вишневый, лимонный.
Крюшон подают охлаждённым до 8—10 °C в стеклянных или хрустальных специальных сосудах — крюшонницах или в кувшинах и сервируют со льдом отдельно. Крюшон считается среднеалкогольным напитком при более 9 % спирта. Существуют малоалкогольные и безалкогольные рецепты. В набор для подготовки крюшона входят крюшонница ёмкостью 3—5 литров, специальная ложка и 6—12 чашек с ручками.